# 渭源路街道
渭源路街道，是中华人民共和国甘肃省兰州市城关区下辖的一个乡镇级行政单位。

## 行政区划
渭源路街道下辖以下地区：
南河新村社区、南昌路社区、宁卧庄社区、兰州大学社区、科技街社区和定西路社区。